# Picostreamer
PicoStreamer è un server per lo streaming audio/video di flussi live, multiformato e distribuito con licenza GPL.
Nelle sue ultime versioni supporta lo streaming audio e video in formato Flash: è l'unico strumento che permette lo streaming live via HTTP di flussi FLV senza usare nessun tipo di server Adobe Flash.
La sua particolarità è quella di funzionare come CGI (Common Gateway Interface) di un server Web (tipicamente Apache).
Il vantaggio immediatamente tangibile è quello di poter usufruire dei normali servizi di hosting web per realizzare web radio.
A differenza degli altri sistemi, infatti, non è assolutamente necessario dover usare una macchina dedicata, notoriamente molto più costosa di un semplice spazio web, rendendo accessibile lo streaming web anche a piccole associazioni e privati che non dispongono di fondi sufficienti.
Una caratteristica invece assolutamente non disponibile con gli altri sistemi, e la possibilità di rendere lo stream accessibile tramite porta 80 (HTTP), e quindi fruibile anche da quel pubblico che si trova in ambienti di rete ove è presente un firewall o un proxy: va da sé che il numero dei potenziali ascoltatori aumenta di molto, soprattutto considerando il fatto che, in genere, il pubblico è costituito da impiegati che lavorano e sono connessi ad internet tramite sistemi di rete aziendali.
Picostreamer è un progetto Open Source ed è realizzato utilizzando Perl come linguaggio per i CGI e PHP per la realizzazione delle pagine di amministrazione del server.
PicoStreamer funziona utilizzando il normale protocollo HTTP.
Un semplice metodo POST del protocollo invia i dati ad uno script CGI, mentre un normale download progressivo, con metodo GET, realizza lo stream in ascolto.
Internamente al web server, il trasferimento di dati avviene tramite pacchetti UDP, locali alla macchina, quindi non bloccati dai firewall dei servizi di hosting.